# Sarothrura ayresi
Il rallo alibianche, codapiuma alibianche o schiribilla alibianche (Sarothrura ayresi (Gurney Sr., 1877)) è un uccello africano molto raro della famiglia dei Sarotruridi.

## Descrizione
Entrambi i sessi presentano un piumaggio uniforme con la sommità del capo più scura. In volo mostrano inoltre delle caratteristiche penne secondarie bianche, caratteristica presente solamente nel genere Coturnicops.

## Distribuzione e habitat
Questa specie vive in Etiopia,  Zimbabwe e Sudafrica.
Le uniche coppie nidificanti si sono avvistate sulle paludi d'altopiano dell'Etiopia centrale. Quest'uccello è inoltre un visitatore molto locale e in apparenza estivo delle paludi d'altopiano a sud dell'Equatore. Non è ancora chiaro se le popolazioni settentrionali e meridionali siano distinte, ma il loro aspetto fisico è identico. Questi uccelli, comunque, non sono stanziali in nessuno dei pochi siti conosciuti e talvolta li lasciano dopo poco più di sei mesi, quando le condizioni si fanno sfavorevoli.
I tre siti etiopi sono costituiti dalle zone umide della Valle di Suluta, quelle di Berga e quelle di Wersebi, nei pressi di Addis Abeba. Questa specie è stata vista riprodursi per la prima volta nelle zone umide di Berga nel 1997. Da allora la nidificazione è stata confermata anche nelle zone umide di Wersebi e in quelle del fiume Bilacha, vicino a Berga, che costituisce il sito principale. In Sudafrica sono visitatori regolari delle paludi di Dullstroom e di Wakkerstroom marshes, dove l'accesso pubblico è strettamente regolato.

## Biologia
Gli uccelli non riproduttivi emettono richiami solamente all'alba ed al tramonto, talvolta in duetto. Il loro habitat naturale è costituito dalle paludi stagionali delle praterie d'altitudine. Questa specie è severamente minacciata dalla distruzione dell'habitat, causata tra l'altro dal calpestio del bestiame al pascolo, dal taglio dell'erba e dal prosciugamento delle paludi per fare spazio ai pascoli. Una regolare gestione del territorio potrebbe comunque migliorare molto l'attuale situazione.

## Conservazione
Nel 2013, a seguito di nuovi controlli sulla popolazione di rallo alibianche, l'IUCN alza il rischio di estinzione portandolo da specie in pericolo a pericolo critico, con una popolazione mondiale inferiore ai mille esemplari.